# A. Köbis (Schiff, 1974)
Die 1974 vom Stapel gelaufene A. Köbis ist eine deutsche Motoryacht und ehemalige Staatsyacht der DDR. Sie wurde nach dem Matrosen Albin Köbis benannt, der wegen Beteiligung an einer Meuterei während des Ersten Weltkriegs hingerichtet wurde.

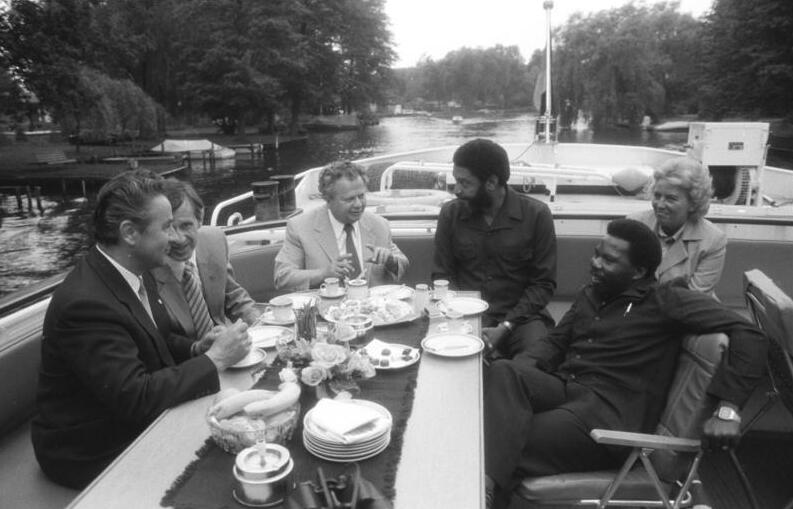
Fahrt mit einer Regierungsdelegation aus Grenada 1982

## Geschichte
Die Yacht ersetzte die 1952 im Auftrag Wilhelm Piecks ebenfalls bei der VEB Yachtwerft in Berlin-Köpenick gebaute gleichnamige DDR-Staatsyacht. Sie war nur für die Binnenschifffahrt zugelassen und für eine Fahrgastzahl von maximal 63 Personen ausgelegt. Es wurde besonders für Rundfahrten von Delegationen des Diplomatischen Korps und zur Abhaltung von Konferenzen eingesetzt. Eigner war das Büro des Ministerrates der DDR. Allerdings wurde seine Besatzung durch das Ministerium für Staatssicherheit gestellt. Im Vergleich zu dem aus Edelhölzern gebauten Vorgängerschiff sei der von Erich Honecker genutzte Nachfolgebau ein „potthässlicher, stählerner Viereckkasten“, so zumindest beurteilt dies Uwe Giesler, Fachmann für DDR-Binnenschiffe.
1990 wurde sie von der Ost-Berliner Weißen Flotte übernommen und kam 1992 durch Fusion in Besitz der Stern und Kreisschiffahrt, Berlin. Seit 1994 gehörte sie unter dem Namen Vineta dem Werfteneigner Detlef Hegemann. Als Teil der Insolvenzmasse der Stralsunder P+S Werften stand das Schiff dann zum Verkauf. Am 7. Dezember 2014 wurde die Yacht für 130.000 Euro versteigert.
2017 kehrte das Schiff nach Berlin zurück. Dort lag es zunächst ein Jahr in Spandau. 2018 wurde es von seinem  neuen Eigentümer, dem Betreiber einer Segelschule, auf die Spree nach Berlin-Alt-Treptow überführt. Dort liegt es gegenüber dem Treptower Park und wird als schwimmendes Büro und Schulungsort genutzt. Der Eigentümer hat mit einem weiteren Namenswechsel der A. Köbis wieder ihren ersten Namen zurückgegeben.